# Tom Dooley
Tom Dooley è una canzone che appartiene alla cultura popolare del Nord Carolina. Si sviluppa sulla melodia tipica della ballata folk ed è stato il cavallo di battaglia del gruppo musicale folk The Kingston Trio, in auge intorno alla fine degli anni cinquanta, che ne incise nel 1958 una particolare cover premiata con un Grammy Award.
Questa versione - che ha portato il brano alla notorietà internazionale vendendo sei milioni di copie del disco top in classifica Billboard Hot 100 in USA, Olanda per 4 settimane, Norvegia per 14 settimane, Australia, Canada, Italia (dove fu registrata in due versioni con testi diversi, da Gene Colonnello e Bobby Solo) e nelle Fiandre in Belgio, quinta posizione nella Official Singles Chart ed ottava in Sudafrica - è considerata una delle pietre miliari della renaissance della folk music a far data dagli anni cinquanta: consiste di soli tre versi con un coro ripetuto quattro volte.
Nel suo documentario Appalachian Journey, girato nel 1991, l'etnomusicologo Alan Lomax indica Frank Proffitt come fonte originale della canzone, forse sottintendendo che la sua versione del 1939 è quella a cui si è rifatto il Kingston Trio. In realtà, il brano fu inciso precedentemente, dieci anni prima, dal duo Grayson e Whitter.

## La storia di Tom Dooley
La canzone narra di un fatto accaduto nell'Ottocento, ovvero l'uccisione di una donna di nome Laura Foster, rapita e uccisa nella Contea di Wilkes (Carolina del Nord).
Protagonista del brano è tuttavia il soldato veterano dell'esercito confederato Tom Dula (Dooley), che della Foster era fidanzato e promesso sposo.
Il nome di Dula venne storpiato in Dooley con il passare del tempo soprattutto a causa di una deformazione di pronuncia dovuta allo slang in uso sugli Appalachi che prevede la pronuncia della a finale come y: è il medesimo motivo che ha portato a coniare il termine "Grand Ole Opry".
Tom Dula (nato il 22 giugno 1845 e morto il 1º maggio 1868) fu accusato del rapimento e dell'uccisione a coltellate della giovane e sottoposto a impiccagione nel 1868. Al processo e all'impiccagione di Tom Dula fu data molta enfasi sulla stampa dell'epoca per la brutalità delle circostanze in cui avvenne, in particolare da parte del New York Times, e in considerazione del fatto che lo stesso Dula venne rappresentato pro bono dal governatore dello stato Zebulon Vance.
Dula aveva una seconda amante, tale Anne Melton, e pare che proprio sulla base delle dichiarazioni rese da costei le autorità giunsero alla scoperta del cadavere di Laura Foster. La stessa Melton fu sottoposta a procedimento giudiziario e taluni hanno ricavato la sensazione che Dula si fosse addossato le colpe dell'uccisione per proteggere quella che, mossa da gelosia, potrebbe essere stata la responsabile del delitto della possibile rivale.
Un poeta locale, Thomas C. Land, scrisse una canzone popolare riguardo al dramma di Dula poco tempo dopo la sua impiccagione e il brano è stato cantato dalle popolazioni del Nord Carolina fino a essere selezionato fra i motivi più conosciuti del secolo.

## Il processo e l'esecuzione
La figura di un uomo di nome Grayson, citato nella canzone come testimone della disfatta di Dula, è stata vista come quella di un possibile rivale in amore dello stesso Dula oppure come quella dello sceriffo che catturò il soldato fino ad assistere alla sua impiccagione. Diverse varianti delle liriche che compongono il testo della canzone - e in particolare l'introduzione parlata della versione del Kingston Trio - costituiscono una riprova di ciò:
Di certo è che un certo colonnello James Grayson, uomo politico del Tennessee, ospitò Dula nella sua fattoria quando il giovane, sospettato del delitto, lasciò il Nord Carolina riparando in Tennessee sotto falso nome. Grayson tradì di fatto Dula, aiutando gli abitanti della contea di Wilkes nella sua cattura.
Il processo a Dula si svolse, forse per sottrarre l'imputato a linciaggi, fuori dalla contea di Wilkes, a Statesville, sempre nel Nord Carolina. La condanna del primo grado fu confermata in un procedimento d'appello e l'imputato fu sottoposto a impiccagione il 1º maggio 1868. Un suo presunto complice, Jack Keaton, fu riconosciuto innocente e liberato. Stando alle cronache del tempo, Dula si professò innocente fino all'ultimo.

## Il film
Il successo del brano lanciato nel 1958 dal Kingston Trio ha ispirato rapidamente la realizzazione di un film The Legend of Tom Dooley, distribuito l'anno successivo, e interpretato dall'attore Michael Landon. Il cast comprendeva anche Richard Rust.
Il film rientrava a tutti gli effetti nel genere western ed era ambientato subito dopo la guerra civile. A dispetto del titolo, non veniva raccontata nel film alcuna leggenda concernente Tom Dula o fatti che potessero ricordarlo in maniera palese sebbene la trama fosse adattata sulle liriche della canzone.

## Versioni
Di questo brano sono state fatte diverse versioni registrate su disco:
- Grayson and Whitter, Victor Talking Machine Company, 1929. È stata la prima registrazione di un gruppo all'epoca assai conosciuto.
- Frank Warner, Elektra, 1952. È una ripresa della versione di Frank Proffitt.
- The Kingston Trio, Capitol, 1958.
- Lonnie Donegan, 1958. Questa versione andò in classifica di vendite nel Regno Unito contemporaneamente alla versione del Kingston Trio. In stile skiffle, contrastava fortemente con la più morbida versione statunitense.
- Doc Watson, Vanguard Records, 1964.
- Rob Ickes ne ha registrato una versione per il suo album Hard Times del 1997 in stile bluegrass.
- I Macabre Minstrels hanno registrato la canzone su Dooley inserendola nel loro EP del 2002 Macabre Minstrels: Morbid Campfire Songs. I Minstrels fanno parte di un progetto marginale del gruppo musicale death metal Macabre band autore di diversi dischi sul tema dei serial killer o comunque su assassini che hanno avuto particolare notorietà.
- Neil Young, Americana - 2012
- Esiste anche una versione francese cantata dal gruppo "Les Compagnons de la Chanson" negli anni '50.

## Parodie
Tom Dooley è stata oggetto anche di una serie di parodie, inserite talvolta internamente ad altre canzoni. La cantante Ella Fitzgerald, ad esempio, inserì un verso modificato della canzone nella registrazione di Rudolph the Red-Nosed Reindeer.
Da segnalare è anche la canzone del 1972 degli Incredible Bongo Band Hang Down Your Head Tom Dooley, Your Tie's Caught In Your Zipper, che riprende - appunto parodiandolo - un verso del brano originale.
Tanto la canzone quanto la leggenda in sé sono state parodiate su un 45 giri da Waldo, Dudley and Dora (Grayson Goofed), distribuito dalla Awful Records. Questa versione si appoggia a doppi sensi e nonsense.
Tom Dooley è titolato il diciottesimo episodio della quinta stagione di Ally McBeal: in esso John Cage canta una versione della canzone accompagnato da un gruppo musicale messicano.
Infine una parodia della canzone è stata fatta dagli Smothers Brothers con Tom Crudely.
Sebbene non molto nota al di fuori del Friuli-Venezia Giulia, all'interno della regione (e del confinante Veneto) è famosa una parodia della canzone, chiamata "L'Omp di Buri" (tradotto letteralmente significa "L'uomo di Buttrio"), registrata dal cantautore friulano Dario Zampa nei primi anni '90. 
La canzone, registrata in lingua friulana, è ambientata nella cittadina di Buttrio (Udine): parla di un uomo di Buttrio che uccide sua zia per noia, per poi scappare in Canada per sottrarsi alla legge.